# Wiorzyska
Wiorzyska (prononciation [vjɔˈʐɨska]) est une localité de la gmina de Zadzim, du powiat de Poddębice, dans la voïvodie de Łódź, située dans le centre de la Pologne.
Elle se situe à environ 9 kilomètres (km) au nord-est de Zadzim (siège de la gmina), 9 kilomètres au sud de Poddębice (siège du powiat) et 36 kilomètres à l'ouest de Łódź (capitale de la voïvodie).

## Administration
De 1975 à 1998, la localité était attachée administrativement à l'ancienne voïvodie de Sieradz.

Depuis 1999, elle fait partie de la nouvelle voïvodie de Łódź.